# Jail Bait
Pour plus de détails, voir Fiche technique et Distribution.
Jail Bait est un film policier américain réalisé par Ed Wood, sorti en 1954.

## Synopsis
Vic Brady vit dans le crime. Pour échapper à la police, il menace le père du jeune Don Gregor, chirurgien esthétique, pour qu'il lui refasse le visage.

## Fiche technique
- Titre original : Jail Bait
- Réalisation : Ed Wood
- Scénario : Ed Wood et Alex Gordon d'après leur histoire
- Costumes : Gene D. Evans
- Photographie : William C. Thompson
- Son : Dale Knight
- Montage : Charles Clement, Igo Kantor
- Musique : Hoyt Curtin
- Tournage : 	
  - Langue : anglais
  - Période prises de vue : début juillet 1953
  - Extérieurs : Alhambra, Monterey Park, Temple City (Californie)
- Budget : 22 000 $
- Production : Ed Wood
- Société de production : Howco Productions Inc.
- Société de distribution : Howco Productions Inc. (distributeur d'origine)
- Format : noir et blanc — 35 mm — 1.37:1 — son mono
- Genre : film policier
- Durée : 72 minutes
- Date de sortie :
  - États-Unis : 12 mai 1954
- (fr) Visa d'exploitation CNC : no 88648 (version Director's cut)

## Distribution
- Lyle Talbot : l'inspecteur Johns
- Steve Reeves : le lieutenant Bob Lawrence
- Herbert Rawlinson : le docteur Gregor
- Clancy Malone : Don Gregor
- Dolores Fuller : Marilyn Gregor
- Timothy Farrell : Vic Brady
- Theodora Thurman : Loretta
- Bud Osborne : Paul McKenna « Mac », gardien du nuit du théâtre
- Mona McKinnon : Miss Willis
- La Vada Simmons : Miss Lytell
- Regina Claire : une journaliste
- John Robert Martin : le détective McCall
- Don Nagel : le détective Dennis
- John Avery : le policier scientifique

## Autour du film
- Ce film fut la première apparition de Steve Reeves, qui deviendra célèbre peu de temps après dans le film Hercule.
- Dolores Fuller était à la ville la compagne du réalisateur